# Ameni Dhaouadi
Pour les articles homonymes, voir Dhaouadi.
Ameni Dhaouadi, née le 13 décembre 1993 à Medjez el-Bab, est une gymnaste aérobic tunisienne.

## Carrière
Elle obtient la médaille de bronze en trio mixte aux Jeux africains de 2015 et aux championnats d'Afrique de gymnastique aérobic 2016 à Alger.